# Phrynarachne mammillata
Phrynarachne mammillata is een spinnensoort in de taxonomische indeling van de krabspinnen (Thomisidae).
Het dier behoort tot het geslacht Phrynarachne. De wetenschappelijke naam van de soort werd voor het eerst geldig gepubliceerd in 1990 door Da-xiang Song.